# شون هيذر
شون هيذر (5 فبراير 1982 - ) (بالإنجليزية: Sean Heather)‏ هو لاعب كريكت بريطاني.

## وصلات خارجية
- شون هيذر على موقع إي آس بي آن كريك إنفو (الإنجليزية)